# Ford Streetka
| CO2-Emission:                             | 189 g/km     |
| Kraftstoffverbrauch kombiniert (EG-Norm): | 7,9 l/100 km |

Der Ford Streetka war ein PKW-Modell des Automobilherstellers Ford. Der Roadster, welcher von Pininfarina gebaut wurde, kam in Deutschland im Mai 2003 auf den Markt. Es handelte sich dabei um einen reinen Zweisitzer mit einem Stoff-Verdeck. Ab 2004 gab es den Wagen alternativ mit einem Hardtop zu kaufen.
Die Produktion des Streetka lief im Juli 2005 nach 37.000 Fahrzeugen aus, da Pininfarina die Kapazitäten unter anderem für die Produktion des neuen Ford Focus-Cabriolets benötigte.

## Design
Der Streetka wurde von Ford auf dem Turiner Autosalon 2000 als Studie vorgestellt. Das Fahrzeug basierte auf dem Konzeptfahrzeug Ford Saetta, das von Ghia entwickelt und bereits 1996 auf dem Pariser Automobilsalon vorgestellt wurde. Das Design des Streetka baute auf dem des Ford Ka mit seinem New-Edge-Design auf, daher wird der Streetka oft fälschlicherweise als Cabrio-Variante des Ka bezeichnet. Ein geändertes Fahrwerk und breitere Schürzen mit serienmäßigen 16-Zoll-Leichtmetallrädern gaben dem Streetka eine deutlich sportlichere Optik. Diese wurden später beim Sportka, einer leistungsstärkeren Version des Ka, übernommen. Besonders auffällig war der mittig unterhalb des Nummernschildes in der Heckschürze angebrachte, runde Rückfahrscheinwerfer.
Obwohl die Studie mit einem revolutionären Innenraumdesign aufwartete, wurde die Serienversion des Streetka auf dem Pariser Automobilsalon 2002 mit dem konventionellen Armaturenbrett des Ka vorgestellt.

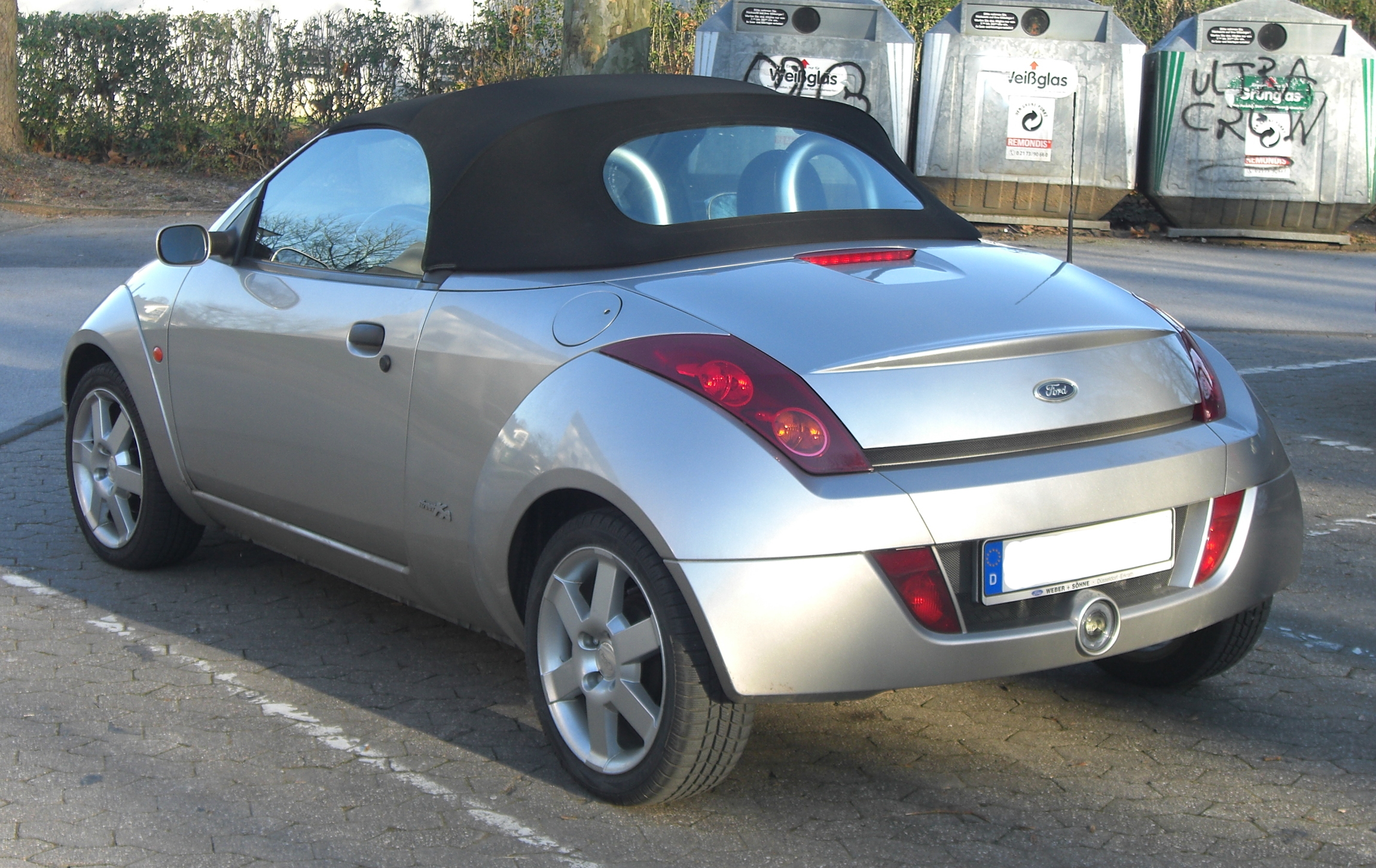
Heckansicht
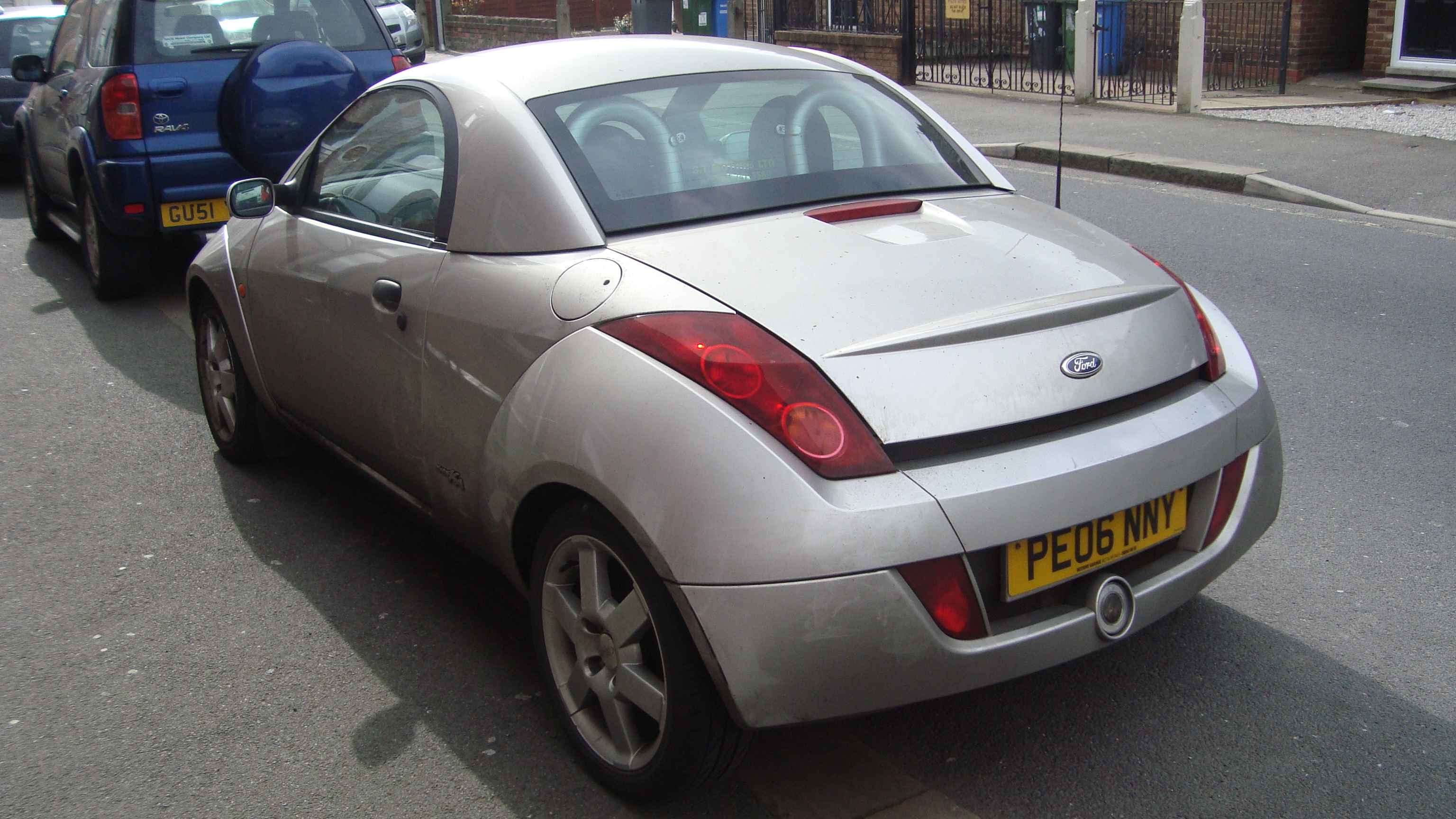
Fahrzeug mit Hardtop
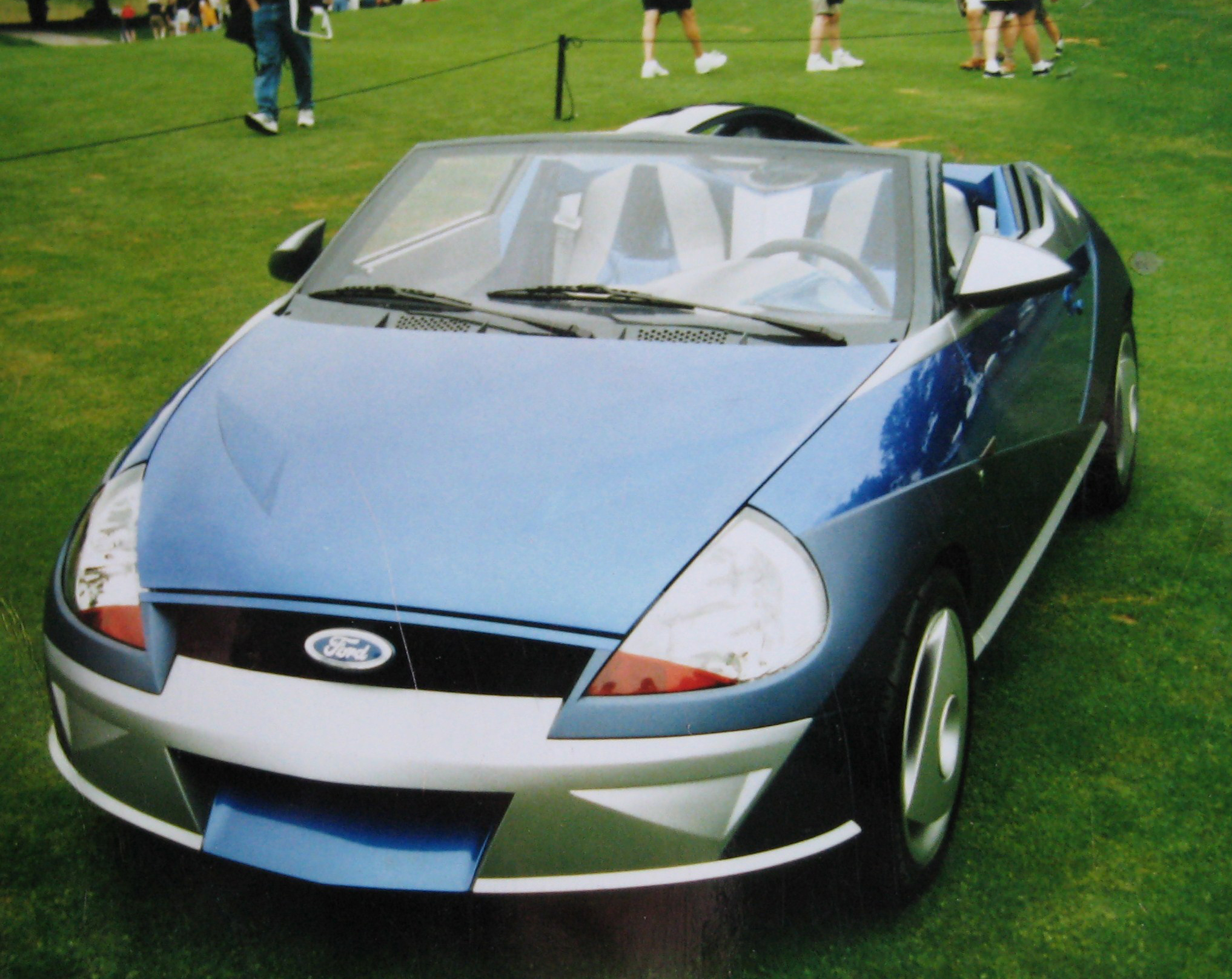
Ford Saetta (1996), Vorgängerstudie des Streetka

## Technik
Der Streetka basierte, genau wie der Ka, auf der Bodengruppe des Ford Fiesta ’96. Motorisiert war er mit einem 1,6 Liter-Duratec-Motor. Dieser Grauguss-Vierzylinder war mit einer obenliegenden Nockenwelle und einem Aluminium-Zylinderkopf ausgestattet und leistete 70 kW (95 PS). Er verfügte über Hydrostößel und eine Steuerkette statt eines Zahnriemens, was die Wartungskosten gering hielt. Ab 2003 war dieser Motor ebenfalls im Sportka erhältlich.
Die Kraftübertragung erfolgte über eine hydraulisch betätigte Kupplung und ein Fünf-Gang-Schaltgetriebe.
Der Streetka verfügte serienmäßig über eine Zentralverriegelung mit Funkfernbedienung, Drehzahlmesser, Nebelscheinwerfer und ABS.
| Motortyp        | Hubraum  | Zylinder | Leistung                 | Max. Drehmoment     | Beschleunigung, 0–100 km/h | Höchstgeschwindigkeit | Kraftstoffverbrauch |
| Benziner        | Benziner | Benziner | Benziner                 | Benziner            | Benziner                   | Benziner              | Benziner            |
| --------------- | -------- | -------- | ------------------------ | ------------------- | -------------------------- | --------------------- | ------------------- |
| Duratec (RoCam) | 1599 cm³ | R4 (8V)  | 70 kW/95 PS bei 5500/min | 135 Nm bei 4250/min | 12,1 s                     | 173 km/h              | 7,9 Liter/100 km    |

## Modellvarianten
Der Streetka war in Deutschland in der Grundversion ab 16.990 Euro mit Stoffsitzen erhältlich. Darüber hinaus gab es das Elegance-Modell, dieses war zusätzlich mit einer Klimaanlage, Audiosystem 6000, höhenverstellbaren Beifahrersitz und Ledersitzen mit Sitzheizung ausgestattet. Der Grundpreis dieses Modells lag in Deutschland bei 19.500 Euro.
Im Januar 2005 gab es ein Facelift, ab nun wurden Neufahrzeuge – genau wie beim Ka – mit einem anderen Armaturenbrett mit „klassischem“ Handschuhfach ausgestattet. Es gab darüber hinaus neue elektronische Funktionen, zum Beispiel ein frei programmierbares Scheibenwischerintervall. Die Verdeckklappe konnte nun ohne aktive Zündung geöffnet werden und es gab ein Blink-Signal beim Öffnen der Wagenverriegelung per Fernbedienung.

## Sonstiges
Für die Werbekampagne zur Markteinführung des Streetka gewann Ford die australische Sängerin Kylie Minogue.
Der Werbespot mit dem in die untergehende Sonne fahrenden Streetka spielte das Lied „Black Steel“ von Tricky.
Ford produzierte 2004 eine Sonderauflage von 8 Fahrzeugen für den Film Thunderbirds, lackiert in Pink. Auf einer Plakette im Innenraum ist neben der Seriennummer die Unterschrift von Sophia Myles zu sehen, die in der Rolle der „Lady Penelope“ den Wagen fuhr.

## Zulassungszahlen
Von 2002 bis 2006 sind in Deutschland insgesamt 13.896 Ford Streetka neu zugelassen worden. Mit 6.618 Einheiten war 2004 das erfolgreichste Verkaufsjahr.
|  |

|  |

|  |

|  |

|  |

|  |

|  |

|  |

|  |

|  |

|  |

|  |

|  |

|  |

|  |

|  |

|  |

|  |

|  |

|  |

|  |

|  |

|  |

|  |

|  |

|  |

|  |

|  |

|  |

|  |

|  |

|  |

|  |

|  |

|  |

|  |

|  |

|  |

|  |

|  |

|  |

|  |

|  |

|  |

|  |

|  |

|  |

|  |

|  |

|  |

|  |

|  |

|  |

|  |

|  |

|  |

|  |

|  |

|  |

|  |

|  |

|  |

|  |

|  |

|  |

|  |

|  |

|  |

|  |

|  |

|  |

|  |

|  |

|  |

|  |

|  |

|  |

|  |

|  |

|  |

|  | Cabrio (13.896) |

|  | Cabrio (13.896) |